# 萊姆斯通克里克 (佛羅里達州)
萊姆斯通克里克（英語：Limestone Creek）是位於美國佛羅里達州棕櫚灘縣的一個人口普查指定地區。

## 地理
萊姆斯通克里克的座標為26°56′38″N 80°08′25″W / 26.94389°N 80.14028°W，而該地最高點為海拔高度3米（即10英尺）。

## 人口
根據2010年美國人口普查的數據，萊姆斯通克里克的面積為1.20平方千米，當中陸地面積為1.20平方千米，而水域面積為0.00平方千米。當地共有人口569人，而人口密度為每平方千米474人。